# Église paroissiale de la Visitation d'Újlak
L'église paroissiale de la Visitation d'Újlak (Újlak Sarlós Boldogasszony Plébániatemplom) est une église catholique romaine de Budapest située dans le quartier d'Újlak, sur Bécsi út.